# Chiesa di San Giacomo Apostolo (Adria)
La chiesa di San Giacomo Apostolo, citata anche più semplicemente come chiesa di San Giacomo, è un luogo di culto sito nel centro dell'abitato di Bellombra, frazione del comune di Adria, in provincia di Rovigo e diocesi di Adria-Rovigo; fa parte del vicariato di Adria-Ariano.
La chiesa, edificata sul precedente edificio eretto nel XV secolo già dedicato a san Giacomo il Maggiore apostolo, è, nella suddivisione territoriale della chiesa cattolica, collocata nel vicariato di Adria-Ariano, a sua volta parte della diocesi di Adria-Rovigo, ed è sede parrocchiale.

## Descrizione

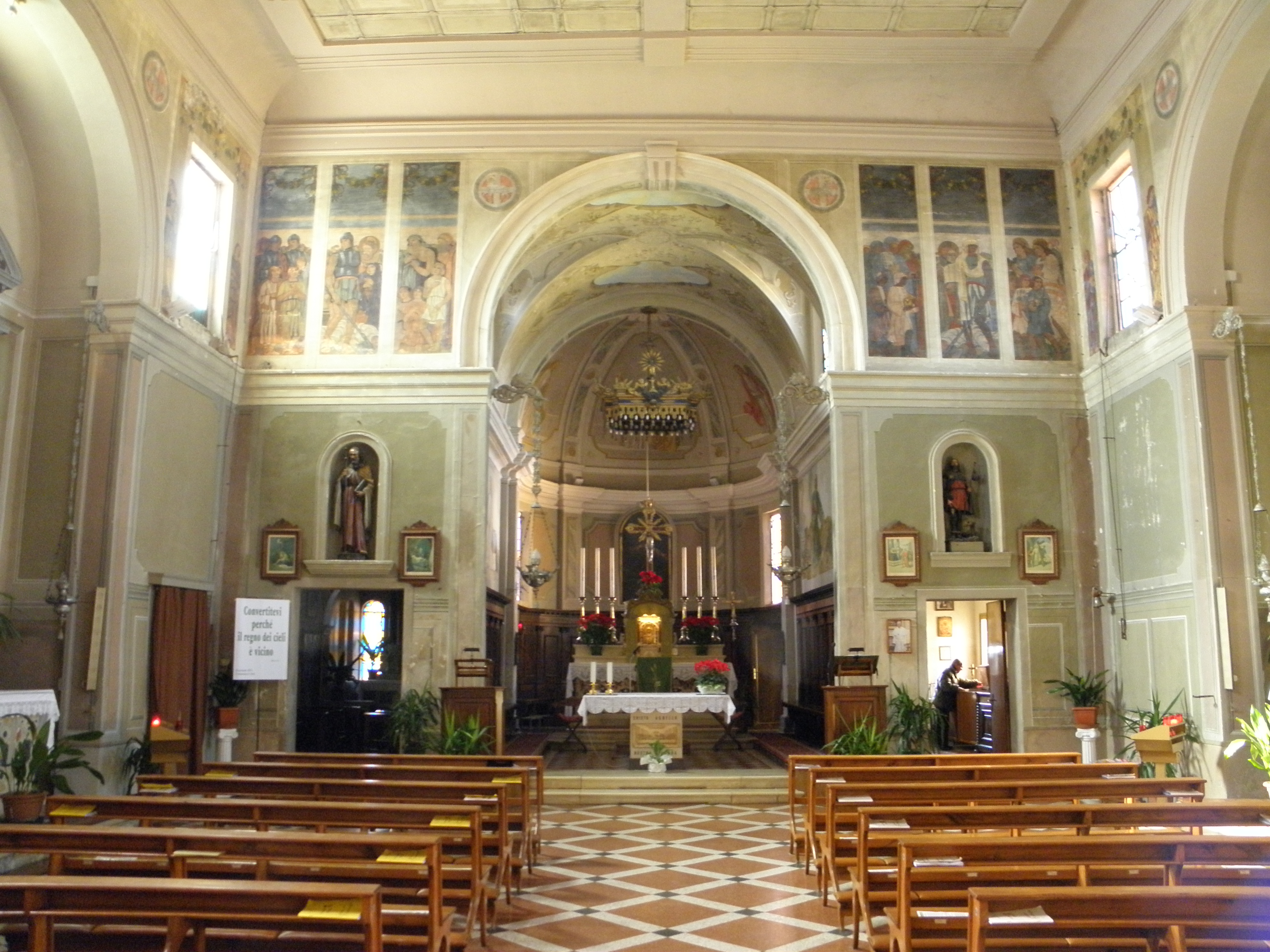
L'interno

### Esterno
L'edificio sorge nel centro dell'abitato con orientamento nord-sud.
La facciata è del tipo a capanna, tripartita, rinserrata sui lati da una coppia di lesene in ordine dorico su alti basamenti. La parte superiore termina in un frontone triangolare dove, al centro del timpano, è inserito l'orologio dal classico quadrante ripartito su 12 ore.
Sulla stessa, tra le lesene centrali, è presente un unico portale a sesto ribassato, sopra il quale insiste un arco a tutto sesto, dove è inserita una cornice modanata con lapide commemorativa in pietra, al centro del quale si trova una lunetta. Per movimentare ulteriormente l'aspetto della facciata, tra le lesene sono presenti due nicchie, vuote, e al di sopra due specchi rettangolari.